# ضریح
ضریح، سازه مشبّکی از طلا، نقره، مس یا چوب و جز آن است، که بر روی مرقد (قبر) امام، امامزاده یا بزرگان مذهبی سازند. ضریح کلمه‌ای عربی است که در فرهنگ‌های عرب به معنای قبر و شکاف میانه قبر آمده است؛ اما در اصطلاح فارسی اتاقک، صندوق و سازۀ فلزی یا چوبی مشبکی است که بر قبر امام یا امامزاده‌ای می‌نهند. ضریح به معنای رایج فارسی، در لبنان با نام شبّاک به معنای محصوره فلزی یا چوبی مشبک و در مصر با نام مقصوره به معنای سرا، حجره و خانه کوچک متداول است. پیشینه ضریح به شکل کنونی (مشبک و از نقره و مس) به دوره صفویه برمی‌گردد.

## اختلاف نظر
در سال ۱۹۳۰ میلادی، دولت سعودی اقدام به انهدام سازه‌هایی که بر روی قبرها بود کرد.
مفتی‌هایی چون عبدالرحمن براک، ممدوح الحربی، ناصر العمر، ابن جبرین، سفر الحوالی و حامد العلی خواستار انهدام ضریح‌ها در عراق و به ویژه کربلا هستند.
برخی علمای شیعه مانند جعفر سبحانی تبریزی معتقدند که علاوه بر تبرک جستن، اظهار علاقه و محبت از دیگر دلایل بوسیدن و احترام کردن ضریح حرم ائمه است و این عمل از روی عبادت و بندگی نیست.

## نگارخانه
|  |  |  |  |  |  |  |

|  |  |  |  |